# 아예르베
아예르베(Ayerbe)는 스페인 아라곤 지방의 주인 우에스카주의 도시로, 인구는 1,112명(2006년 기준), 면적은 63.89km2이다.